# Polo aquático nos Jogos Asiáticos de 2022
O polo aquático nos Jogos Asiáticos de 2022 realizou-se no estádio Yellow Dragon, na cidade de Hangzhou, na China, entre os dias 25 de setembro e 7 de outubro de 2023. Nove países, com oito equipas masculinas e sete equipas femininas, participaram na competição.

## Cronograma
| ● | Rodada | ● | Última rodada | P | Fase preliminar | ¼ | Quartas de final | ½ | Semifinais | F | Final |
| - | ------ | - | ------------- | - | --------------- | - | ---------------- | - | ---------- | - | ----- |

| Evento↓/Data → | 25 Seg | 26 Ter | 27 Qua | 28 Qui | 29 Sex | 30 Sáb | 1 Dom | 2 Seg | 3 Ter | 4 Qua | 5 Qui | 6 Sex | 7 Sáb |
| -------------- | ------ | ------ | ------ | ------ | ------ | ------ | ----- | ----- | ----- | ----- | ----- | ----- | ----- |
| Masculino      |        |        |        |        |        |        |       | P     | P     | P     | ¼     | ½     | F     |
| Feminino       | ●      | ●      | ●      | ●      | ●      | ●      | ●     |       |       |       |       |       |       |

## Sorteio
A cerimônia de sorteio foi realizada em 14 de agosto de 2023, em Mascate, capital de Omã, para determinar os grupos da competição masculina. A competição feminina foi disputada no formato de todos contra todos.
| Grupo A - Coreia do Sul - Tailândia - China - Irã | Grupo B - Singapura - Cazaquistão - Hong Kong - Japão |

## Medalhistas
| Evento                  | Ouro | Prata | Bronze |
| ----------------------- | --- | --- | --- |
| Polo aquático masculino | JPN Japão Katsuyuki Tanamura Seiya Adachi Taiyo Watanabe Daichi Ogihara Ikkei Nitta Toi Suzuki Kiyomu Date Mitsuru Takata Atsushi Arai Yusuke Inaba Keigo Okawa Kenta Araki Towa Nishimura | CHN China Wu Honghui Hu Zhangxin Chu Chenghao Peng Jiahao Zhang Jinpeng Xie Zekai Chen Zhongxian Chen Rui Chen Yimin Liu Yu Zhang Chufeng Tan Feihu Liang Zhiwei | KAZ Cazaquistão Temirlan Balfanbayev Eduard Tsoy Yegor Beloussov Dušan Marković Danil Artyukh Alexey Shmider Murat Shakenov Srđan Vuksanović Rustam Ukumanov Mikhail Ruday Ruslan Akhmetov Sultan Shonzhigitov Daniil Matolinets                                |
| Polo aquático feminino  | CHN China Zhang Jiaqi Yan Siya Yan Jing Xiong Dunhan Zhai Ying Wang Shiyun Lu Yiwen Wang Huan Deng Zewen Nong Sanfeng Chen Xiao Zhang Jing Dong Wenxin                                     | JPN Japão Minami Shioya Yumi Arima Akari Inaba Eruna Ura Kako Kawaguchi Hikaru Shitara Ai Sunabe Eri Kitamura Kiyoka Goto Fuka Nishiyama Momo Inoue              | KAZ Cazaquistão Alexandra Zharkimbayeva Darya Pochinok Anastassiya Glukhova Viktoriya Kaplun Valeriya Anossova Madina Rakhmanova Anna Novikova Yelizaveta Rudneva Milena Nabiyeva Viktoriya Khritankova Anastassiya Mirshina Anastassiya Tsoy Mariya Martynenko |

## Classificação final

### Masculino
| Posição | Equipe        | J | V | VP | DP | D |
| ------- | ------------- | - | - | -- | -- | - |
| 1       | Japão         | 6 | 6 | 0  | 0  | 0 |
| 2       | China         | 6 | 4 | 1  | 0  | 1 |
| 3       | Cazaquistão   | 6 | 3 | 1  | 1  | 1 |
| 4       | Irã           | 6 | 3 | 0  | 1  | 2 |
| 5       | Singapura     | 6 | 3 | 0  | 0  | 3 |
| 6       | Coreia do Sul | 6 | 2 | 0  | 0  | 4 |
| 7       | Hong Kong     | 6 | 0 | 1  | 0  | 5 |
| 8       | Tailândia     | 6 | 0 | 0  | 1  | 5 |

### Feminino
| Posição | Equipe        | J | V | VP | DP | D |
| ------- | ------------- | - | - | -- | -- | - |
| 1       | China         | 6 | 6 | 0  | 0  | 0 |
| 2       | Japão         | 6 | 5 | 0  | 0  | 1 |
| 3       | Cazaquistão   | 6 | 4 | 0  | 0  | 2 |
| 4       | Singapura     | 6 | 3 | 0  | 0  | 3 |
| 5       | Tailândia     | 6 | 2 | 0  | 0  | 4 |
| 6       | Uzbequistão   | 6 | 1 | 0  | 0  | 5 |
| 7       | Coreia do Sul | 6 | 0 | 0  | 0  | 6 |

## Quadro de medalhas
| Pos.               | País               | Ouro | Prata | Bronze | Total |
| ------------------ | ------------------ | ---- | ----- | ------ | ----- |
| 1                  | China (CHN)        | 1    | 1     | 0      | 2     |
| 1                  | Japão (JPN)        | 1    | 1     | 0      | 2     |
| 3                  | Cazaquistão (KAZ)  | 0    | 0     | 2      | 2     |
| Total (3 entradas) | Total (3 entradas) | 2    | 2     | 2      | 6     |